# Marina (pristanišče)
Marina je vrsta pristanišča namenjena predvsem za turistična plovila, kot so jadrnice in jahte.
V Sloveniji so marine v naslednjih krajih:
- Izola - Marina Izola
- Koper -  Marina Koper
- Lucija - Marina Portorož

Na Hrvaškem je bilo po zbranih podatkih za leto 2006 vsega skupaj 45 marin. Od teh  je 21 marin pripadalo klubu: Adriatic Croatia International Club - ACI